# Worms
Worms (izg. vɔrms, hebrejski: ורמייזא Vermayza, poljski: Wormacja)  je grad u Njemačkoj, u saveznoj pokrajini Porajnju i Falačkoj. Leži na obalama rijeke Rajne, oko 60 km jugozapadno od Frankfurta. Krajem 2022. u gradu je živjelo 84,646 stanovnika.
Worms je također jedan od povijesnih ShUM-gradova, kulturna središta židovskog života u Njemačkoj tijekom srednjeg vijeka. Njegova židovska nalazišta (zajedno s onima u Speyeru i Mainzu) uvrštena su na UNESCO- ov popis mjesta svjetske baštine u Europi 2021. godine

## Zemljopis i klima
Worms se nalazi na zapadnoj obali rijeke Rajne između gradova Ludwigshafen i Mainz. Na sjevernom rubu grada, rijeka Pfrimm se ulijeva u Rajnu, a na južnom Eisbach u Rajnu.
Klima u dolini Rajne zimi je umjerena, a ljeti ugodna. Kiše su ispod prosjeka za okolna područja. Zimske nakupine snijega su malene i često se brzo tope.

## Povijest
Worms se ubraja u najstarije njemačke gradove i općenito cijele sjeverne Europe. Osnovan je kao keltski Borbetomagus (keltski za „naselje u vodenom području”) i kao Vormatia bio je prijestolnica Kraljevstva Burgunda u ranom 5. st. Spominje se u Pjesmi o Nibelunzima, zbog čega je u gradu 2001. god. osnovan Nibelungenmuseum. 
Wormbs je rimokatolička biskupija od 614. godine i bio je važan palatinat Karla Velikog. Katedrala u Wormsu (1130.–1181.) jedna je od carskih katedrala Svetog Rimskog Carstva i među najljepšim primjerima romaničke arhitekture u Njemačkoj. Worms je napredovao u visokom srednjem vijeku kao carski slobodni grad. Poznat je po više od stotinu carskih, i više crkvenih sabora kao što su Wormski konkordat (1122.) kojim je formalno odvojena crkvena vlast od svjetovne vlasti ili Wormski sabor (1521.) koji je završio „Wormskim ediktom” po kojemu je Martin Luther proglašen heretikom. 
Stradao za Tridesetogodišnjega rata i od francuske vojske Luja XIV. 1689. god. kada su poharani i susjedni gradovi: Heidelberg, Mannheim, Oppenheim, Speyer i Bingen. Godine 1743. potpisan je „Wormski ugovor” kojim je formiran politički savez između Velike Britanije, Austrije i Kraljevine Sardinije. 
Između 1792. i 1814., nalazi se pod francuskom okupacijom i jurisdikcijom pod Prvom francuskom Republikom i kasnije Napoleonova Prvog francuskog Carstva.
Nakon pada Napoleona, 1816. god. Worms pripao Velikom Vojvodstvu Hessen u skladu s Bečkim kongresom, a grad je potom bio pod upravom Rajnskog Hessena. Na kraju Drugog svjetskog rata, 1945. god. postaje sastavnim dijelom njemačke savezne zemlje Rheinland-Pfalz, dok je općina Rosengarten, na istočnoj obali Rajne, pripala Hessenu.

## Znamenitosti
Glavne znamenitosti grada Wormsa su:
- Romanička Katedrala sv. Petra (Wormser Dom) posvećena u 1181. god. i obnovljena  od 1886.–1935.
- Memorijalna crkva Svetog Trojstva iz razdoblja reformacije, najveća protestantska crkva u gradu (17. stoljeće)
- Crkva sv. Pavla (Pauluskirche) (11. stoljeće)
- Kolegijalna crkva sv. Andrije (Andreaskirche) (13. stoljeće)
- Crkva sv. Martina (Martinskirche) (13. stoljeće)
- Gotička Gospina Crkva (Liebfrauenkirche) (15. stoljeće). Vino susjednog vinograda dobilo je ime po ovoj ncrkvi - Liebfraumilch.
- Lutherov spomenik (Lutherdenkmal) (1868.) (projektirao Ernst Rietschel)
- Židovski muzej u Rašijevoj kući, Rašijeva sinagoga i mikva, te Židovsko groblje (najstarije i najveće u Europi, slika desno). Dio ShUM grada Wormsa, UNESCO-va svjetska baština[2]
- Muzej Nibelunga, koji slavi ep Das Nibelungenlied (Pjesma o Nibelunzima) i uključuje stare gradske zidine i dva tornja iz 12. st.
- Magnuskirche, najmanja crkva u gradu, koja vjerojatno potječe iz osmog stoljeća
- Nibelunški most koji povezuje grad Worms u Porajnju i Falačkoj preko Rajne s gradovima Lampertheimom i Bürstadtom u Hesenskoj regiji.

- Sinagoga u Wormsu iz 11. st.
- Katedrala u Wormsu
- Crkva Sv. Martina
- Gotička Gospina Crkva (Liebfrauenkirche)
- Vodeni toranj
- Muzej Nibelunga
- Lutherov spomenik
- Gradska vijećnica

## Gospodarstvo i infrastruktura
Gospodarstvo Wormsa odlikuje strojogradnja, kemijska, elektronička i prehrambena industrija, te turizam i podrumarstvo (Wormser Liebfrauenmilch). S 1564 hektara vinograda, Worms je treća najveća vinogradarska zajednica u Porajnju-Falačkoj i najveća vinogradarska zajednica u vinorodnoj regiji Rheinhessen. Worms je dom za oko 2100 tvrtki s 26,600 zaposlenika (lipanj 2001.), od kojih 45% putuje na posao.
Worms je 2016. godine, unutar svojih gradskih granica, ostvario bruto domaći proizvod (BDP) od 2.92 milijardi eura. BDP po glavi stanovnika iste je godine iznosio 35,545 eura (Porajnje-Falačka: 34,118 eura, Njemačka: 38,180 eura).
Worms se nalazi između autoceste A61 na zapadu i Bundesstraße 9 na jugu. Preko mosta Nibelungen grad ima dobru vezu s južnim Hessenom (okrug Darmstadt). Općine u regiji osnovale su udruženje za javni prijevoz (Öffentliche P personen N ah V erkehr) ; vlakovi, tramvaji i autobusi dostupni su na istoj voznoj karti. 
Worms ima riječnu luku na Rajni, Hafen Worms, s dva doka. Lučki je promet 2010. god. iznosio 1,3 milijuna tona.
Južno od grada nalazi se zračna luka Flugplatz Worms, koja se uglavnom koristi za rekreativno zrakoplovstvo.

## Zbratimljeni gradovi
Worms je grad partner sa:
| - Auxerre Francuska (1968.) - Bautzen, Njemačka (1990.) - Mobile SAD (1998.) - Ningde NR Kina (2014.) | - Parma Italija (1984.) - St Albans, Ujedinjeno Kraljevstvo (1957.) - Tiberias Izrael (1986.) |

## Vanjske poveznice
- Službena stranica (njem.) (engl.)
- Povijest grada  Arhivirana inačica izvorne stranice od 24. ožujka 2010. (Wayback Machine) (njem.)
- Vodič i fotografije  Arhivirana inačica izvorne stranice od 10. travnja 2006. (Wayback Machine) (njem.)

### Ostali projekti
|  | Zajednički poslužitelj ima još gradiva o temi Worms |